# プロクリスの死
『プロクリスの死』（伊: Morte di Procri, 英: The Death of Procris）は、ルネサンス期のイタリアの画家ピエロ・ディ・コジモが1495年頃に制作した絵画である。油彩。
一般的に主題はオウィディウスの『変身物語』7巻で語られている美女として名高いアテナイの王女プロクリスの死を描いた作品と考えられているが、異論もあり、ピエロ・ディ・コジモの絵画の中でも特に美しく謎めいた作品として知られている。ドイツの美術史家エルヴィン・パノフスキーは「絵画が発する奇妙な誘惑」に魅了され、他の批評家はその「白昼夢のようなかすんだ雰囲気」を賞賛した。現在はロンドンのナショナル・ギャラリーに所蔵されている。

## 主題
アテナイの王女プロクリスはボレアスがさらったオレイテュイアの姉妹である。彼女の夫ケファロスは毎日のように森で狩りに励んだが、休憩をしている間はいつもアウラ（そよ風）に呼びかけて、疲れと暑さを和らげてくれる風を送ってくれるよう願った。しかしそれを伝え聞いたプロクリスは夫がアウラという名前の女性と関係を結んでいると勘違いして、狩りをする夫を尾行した。そうとも知らないケファロスはプロクリスの踏んだ落葉の音を獣だと勘違いし、茂みの中に槍を投げた。手ごたえを感じたケファロスが茂みを確かめると、そこにいたのは槍を受けて息絶えたプロクリスであった。

## 作品

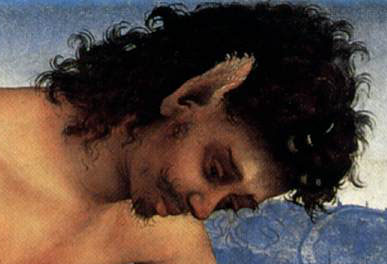
女性の死を哀悼するサテュロス。

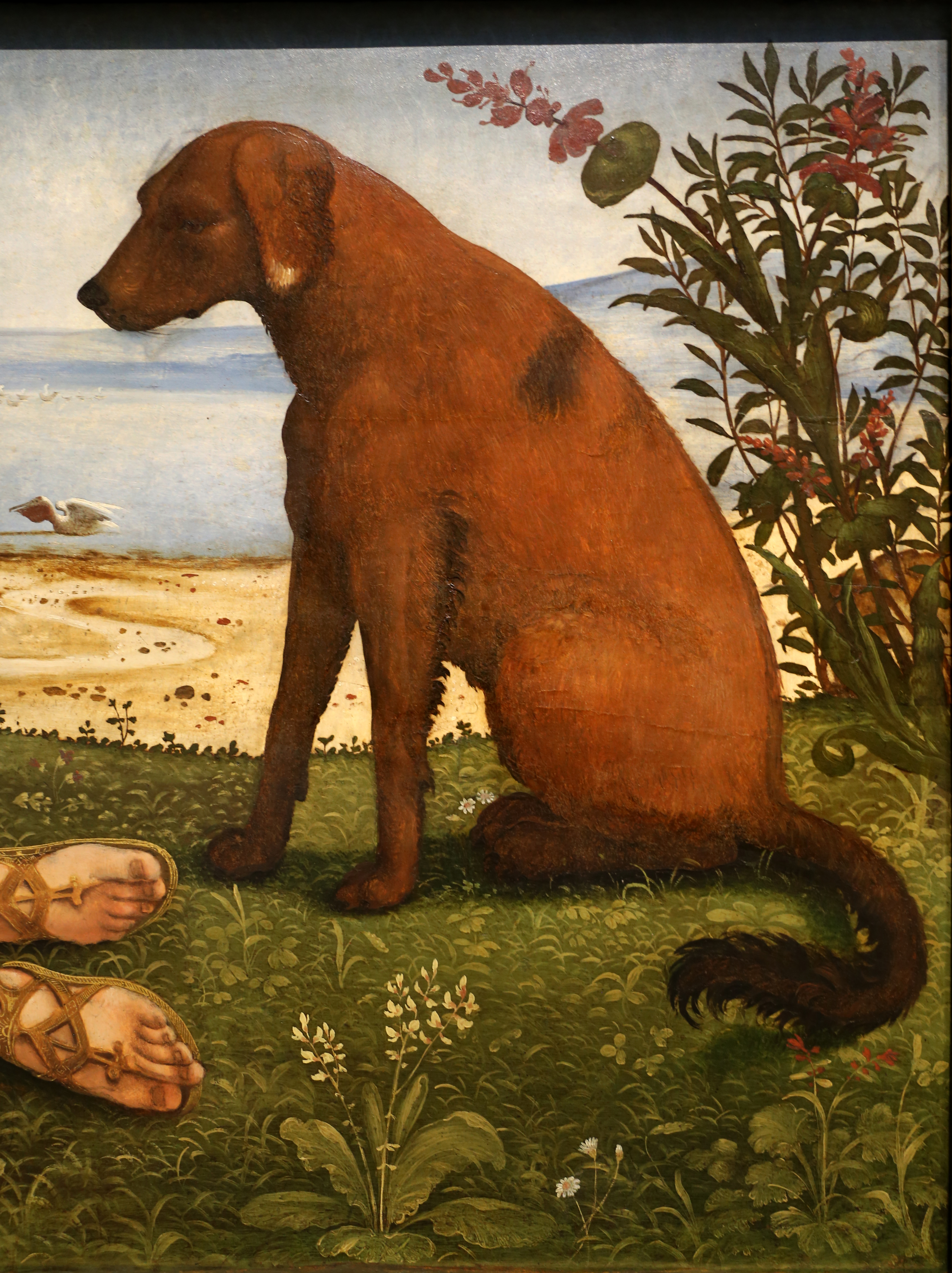
女主人の死を悲しむ犬。おそらくアルテミスからプロクリスに授けられた猟犬ライラプスと思われる。しかしオウィディウスは、ライラプスはプロクリスの死以前にテウメッソスの狐とともに石化したと歌っている。

ピエロ・ディ・コジモは緑の草の上に横たわる1人の若い女性を描いている。彼女の喉と腕には深い傷があり、血を流しているのが見える。どうやら彼女はその傷が原因で命を落としたらしい。1人のサテュロスが彼女の頭のそばで膝をつき、彼女の死を哀悼している。一方、彼女の足元では1頭の犬が座っている。その姿は悲しみに満ちており、彼女を女主人として慕っていたことを想像させる。女性が横たわっている場所は河の畔か湖畔である。水辺にはさらに3頭の犬がおり、ペリカンやサギなどの野鳥も見える。遠くの対岸には発展した都市の建築物が立ち並び、数多くの船が停泊し、あるいは航行しているが、その多くは霧のためにかすんでいる。
女主人の死を悲しむ犬の描写には画家の持つ真の感受性が認められる。犬の姿はサテュロスのかがんだ姿とバランスを取るように配置されており、科学的な調査は画家が慎重に動物の位置を調整したことを明らかにしている。この犬はおそらくプロクリスがアルテミス（ローマ神話の女神ディアナ）から授かった猟犬ライラプスである。画面の両端の花はどちらも画中の登場人物の悲しみに共感し、寄り添うように曲がっている。またおそらく水辺の犬は忠実、サギは純真、ペリカンは犠牲を象徴している。

### 題名
『プロクリスの死』というタイトルは19世紀以降に用いられたものであり、夫ケファロスによって引き起こされたプロクリスの死に関する悲劇的な物語に触発されたと考えられている。これに対してナショナル・ギャラリーは、少なくとも1951年のセシル・グールドの目録以来、絵画の主題をプロクリスではなく「神話の主題」（A Mythological Subject）または「ニンフを悼むサテュロス」（A Satyr mourning over a Nymph）と表現している。

### 制作背景
本作品は一般的にピエロ・ディ・コジモに帰属することは認められているが、全ての作品に署名をしていないため、制作年や発注主は不明であり、主題は依然として論争が続いている。プロクリスの物語に対するピエロの関心は、神話に基づいた最初のイタリアの劇の1つで、エステンセ城での結婚式（1487年1月21日）で初演され、1507年にヴェネツィアで印刷されたニコロ・ダ・コレッジョ（Niccolò da Correggio）の『ケファロの寓話』（Fabula di Caephalo）がきっかけとなった可能性がある。物語はオウィディウスの『変身物語』ではなくプラウトゥスから改作されたものと考えられており、それまでの物語とは対照的に幸福な結末を迎える。もしそうであるならば、絵画はプロクリスの死をもたらした嫉妬の危険性に対する新婚夫婦への警告として読まれるべきである。
結婚のテーマとの関連性は絵画の珍しいサイズによって補強されており、フィレンツェの類似の絵画のほとんどがそうであるようにカッソーネまたは婚礼用のチェストの正面の板絵として意図されたものであることが示唆されている。しかしグールドはそれが異なる目的を果たした可能性があり、羽目板に設置するために設計された可能性があることを示唆している。シャロン・フェルマー（Sharon Fermor）はまた、この絵画が夫婦の部屋に飾られていた可能性が高いと考えている。

### 解釈
主題は様々なレベルの解釈が可能である。夫の不在、彼女の命を奪った槍、傷の珍しい位置など、絵画とプロクリス神話との間にはいくつかの「不一致」がある。最も顕著なのは女性が夫ではなくサテュロスに哀悼されている点である。サテュロスはオウィディウスでは言及されていないが、ニコロ・ダ・コレッジョの劇では「死が不可避であることを暗示するお節介焼き」として登場している。女性を見つめている犬もまた論争の的となっている。これを彼女の猟犬ライラプスであり、嫉妬深い夫に対するプロクリスの忠実さを象徴していると解釈するのは魅力的である。しかしオウィディウスの説明によると、ライラプスはテウメッソスの狐とともに物語の早い段階で石と化したため、犬の正体は依然として謎のままである。背景を流れる川は地下世界を流れる冥府の川の1つである可能性がある。
一説によると、画家の教師で義父であるコジモ・ロッセリの錬金術師的背景を考慮したとき、絵画を錬金術で説明することができるという。この説では、背景に描かれた他の3匹の犬によって視覚的に反復されている犬はヘルメス・トリスメギストスにほかならず、プロクリスの胸の位置に生えてている背景の1本の木は哲学の木（arbor philosophica）を象徴している。さらに犠牲者が身に着けている赤と金色のヴェールは「真っ赤な」賢者の石の象徴と見なすことができ、全体の構図は錬金術師が熱望する死に対する勝利を表しているという。

## 来歴
絵画はフィレンツェの名門グイチャルディーニ家（Guicciardini）によって所有されたのち、1862年にロンバルディ＝バルディ・コレクション（Lombardi-Baldi collection）とともにナショナル・ギャラリーに売却された。

## ギャラリー

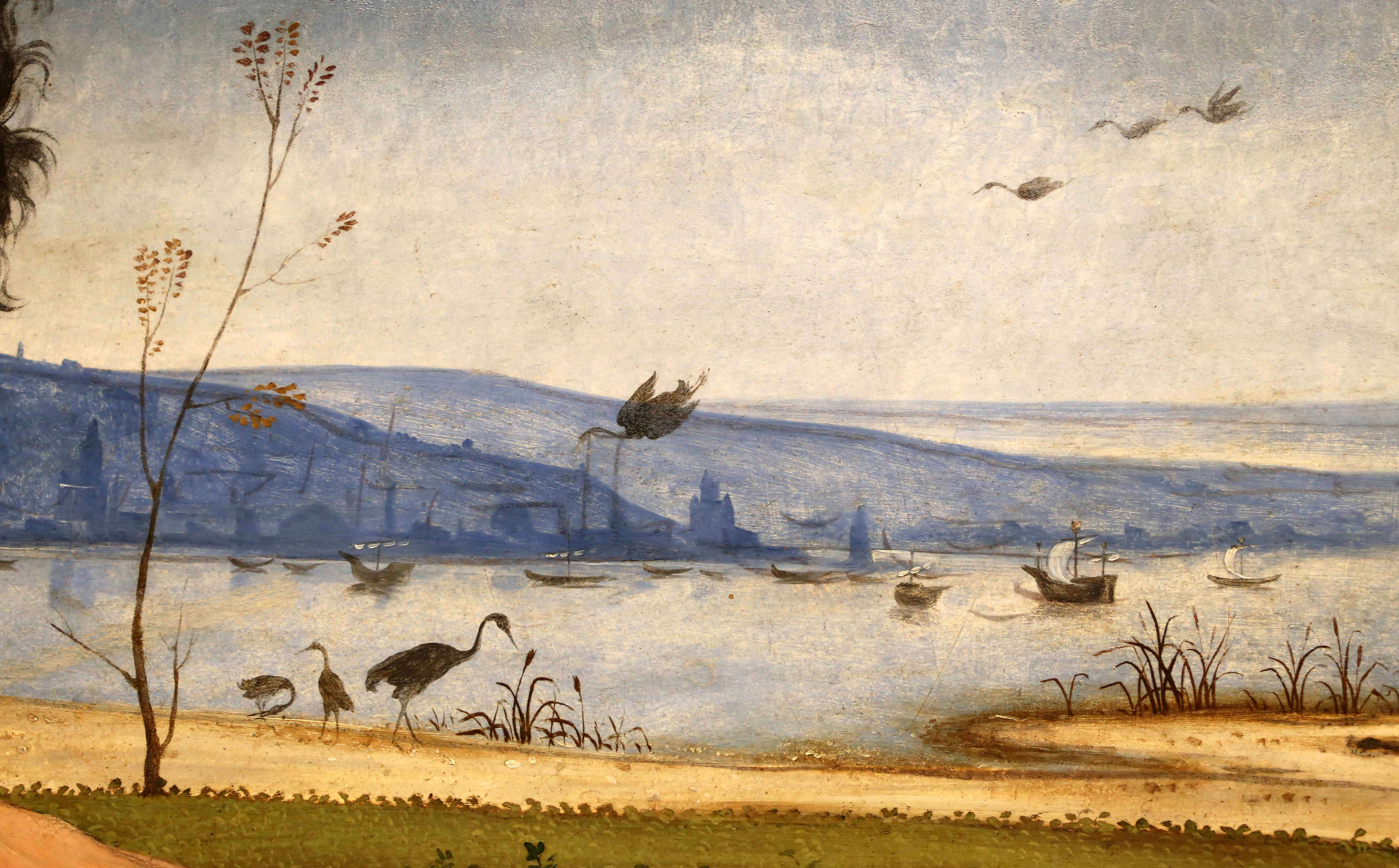
サギと遠景に描かれた船。
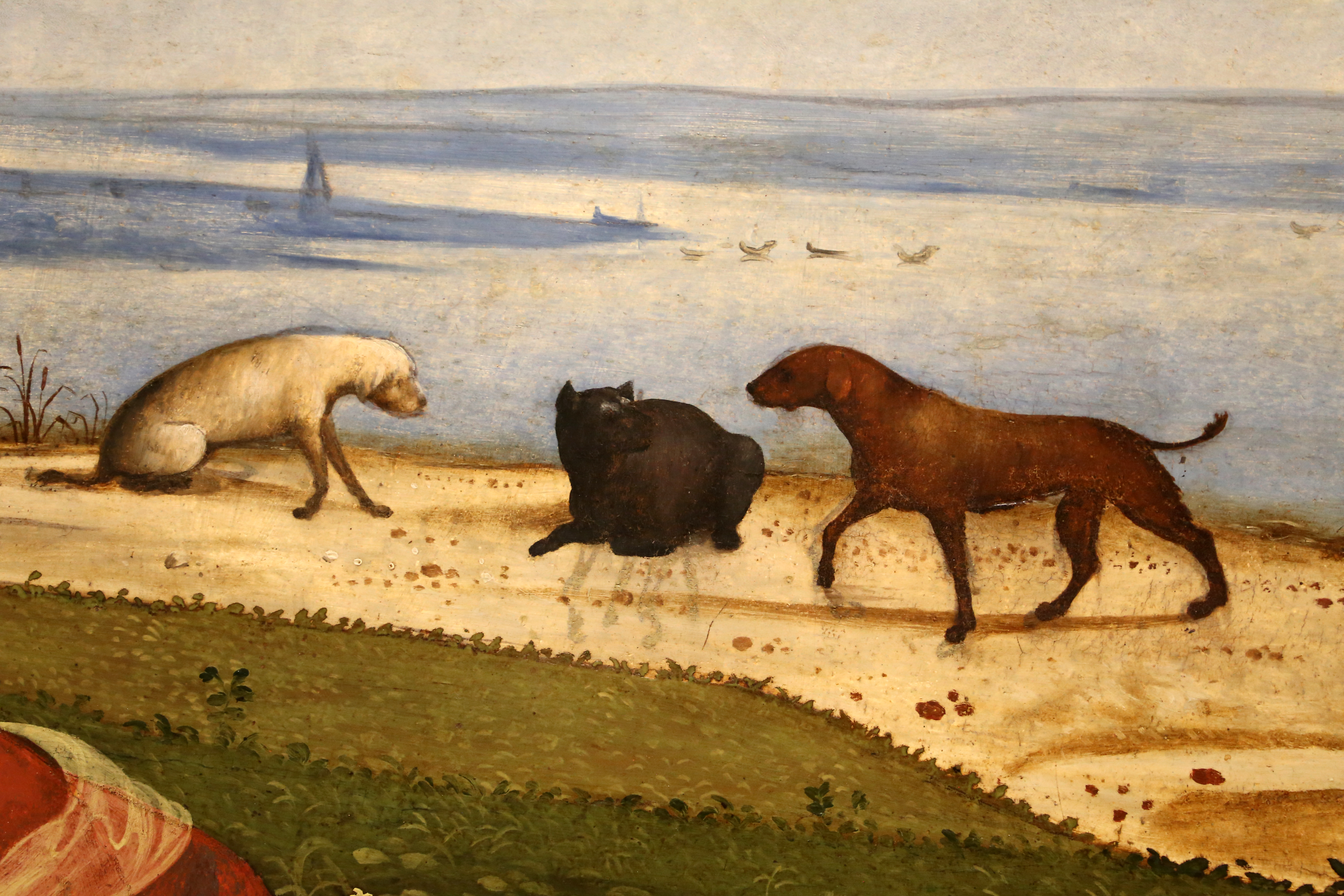
中景に描かれた3頭の犬。
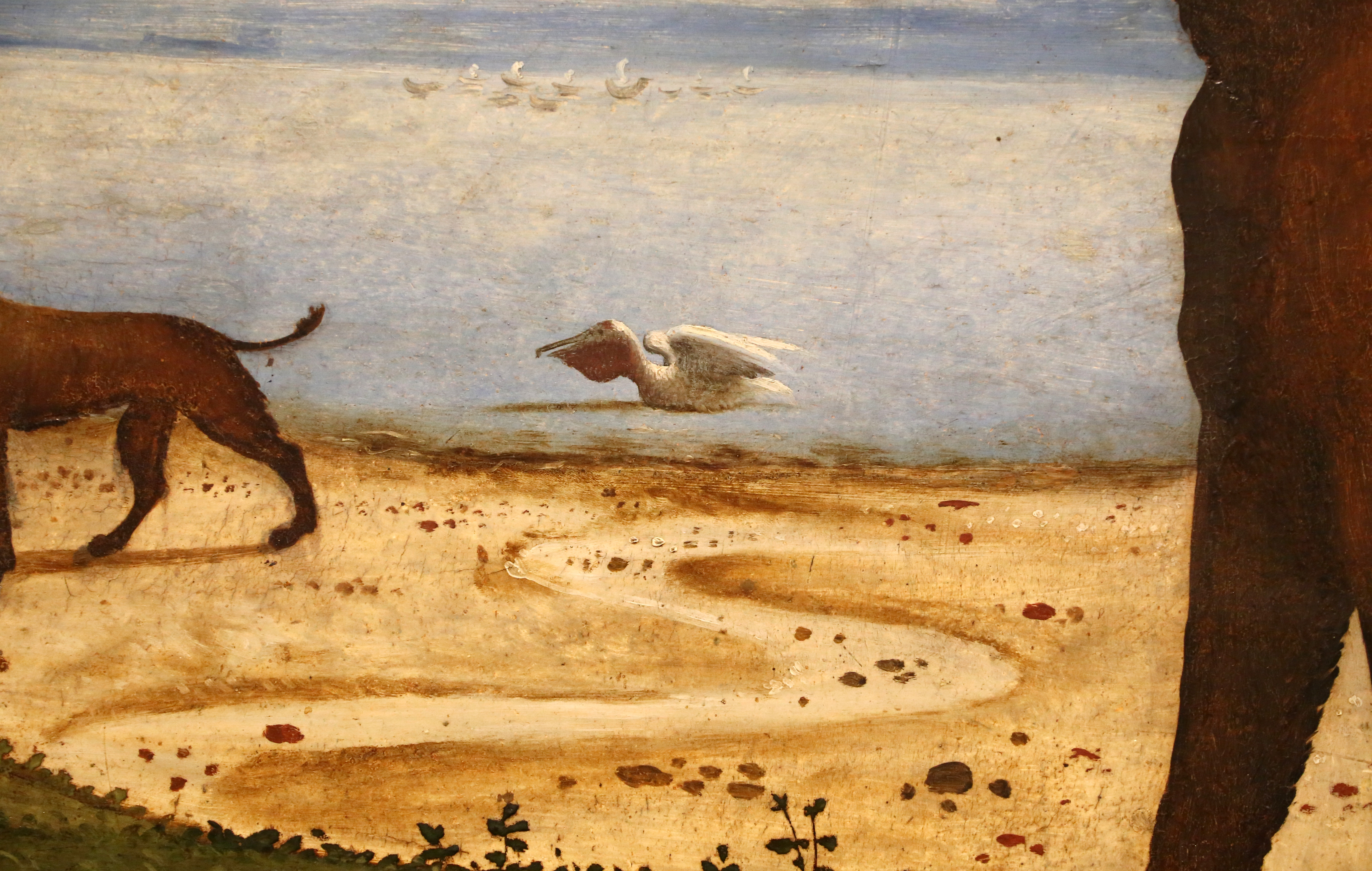
同じくペリカン。